# Hautteville-Bocage
Hautteville-Bocage é uma comuna francesa na região administrativa da Normandia, no departamento Mancha. Estende-se por uma área de 4,22 km². Em 2010 a comuna tinha 162 habitantes (densidade: 38,4 hab./km²).